# Centrale nucléaire de Point Beach
La centrale nucléaire de Point Beach  est située près de Two Rivers et Manitowoc dans le Wisconsin.

## Description
La centrale est équipée de deux réacteurs à eau pressurisée (REP) construits par Westinghouse :
- Point Beach 1 : 505 MWe, mis en service en 1970,
- Point Beach 2 : 507 MWe, mis en service en 1973.

L'exploitant de la centrale de Point Beach est la Nuclear Management Company (NMC).

La centrale de Point Beach peut recevoir des visiteurs dans un centre d'accueil construit sur le site.